# Hurikán Bret
Hurikán Bret byl první z pěti hurikánů 4. kategorie, které se vyvinuly během Atlantické hurikánové sezóny 1999 a první tropická cyklóna od hurikánu Jerry v roce 1989, která zasáhla pevninu v Texasu s intenzitou hurikánu. Po zformování z tropické vlny 18. srpna se Bret pomalu tvořil ve slabých atmosférických proudech v zátoce Campeche. 20. srpna bouře mířila na sever a 21. srpna prošla rychlým zintenzivněním. Po tomto období zesilování dosáhl Bret své maximální intenzity, kdy vítr dosahoval rychlostí až 233 kilometrů v hodině a atmosférický tlak uvnitř hurikánu 944 hPa. Později toho dne bouře oslabila na hurikán 3. kategorie a způsobila sesuvy na Padre Island v Texasu. Krátce nato bouře dále zeslabila a stala se tropickou depresí, a to 24 hodin po přesunu nad vnitrozemí. Zbytky bouře se nakonec rozptýlily ráno 26. srpna nad severním Mexikem.
Na texaském pobřeží Bret ohrožoval několik měst, což si vyžádalo evakuaci 180 000 lidí a věznice. V celém regionu byly otevřeny kryty. Několik dní před příchodem bouře vydalo NHC varování pro oblasti poblíž texasko-mexické hranice. Několik hlavních silnic vedoucích k městům na pobřeží bylo uzavřeno. V rámci evakuace v Mexiku zhruba 7000 lidí opustilo pobřežní oblasti. Úředníci také zřídili stovky krytů v severních oblastech země pro případ rozsáhlých záplav.
Bret se dostal na pevninu v řídce osídlené oblasti, což vedlo k relativně malým škodám s přihlédnutím k intenzitě hurikánu. Přesto bylo v souvislosti s bouří zabito sedm lidí, čtyři v Texasu a tři v Mexiku, přičemž většina úmrtí byla způsobena dopravními nehodami zaviněnými kluzkou vozovkou. Po příchodu na pevninu vytvořil hurikán maximální bouřlivý příliv o výšce 2,7 metru (na ostrově Matagorda v Texasu). Silné deště způsobené Bretem vyvrcholily velkým úhrnem srážek - až 335 mm v Texasu a více než 360 mm v Mexiku. V postižených oblastech bylo poškozeno nebo zničeno mnoho domů a zhruba 150 lidí tak zůstalo bez domova. Bouře způsobila škody v celkové výši 15 milionů dolarů.

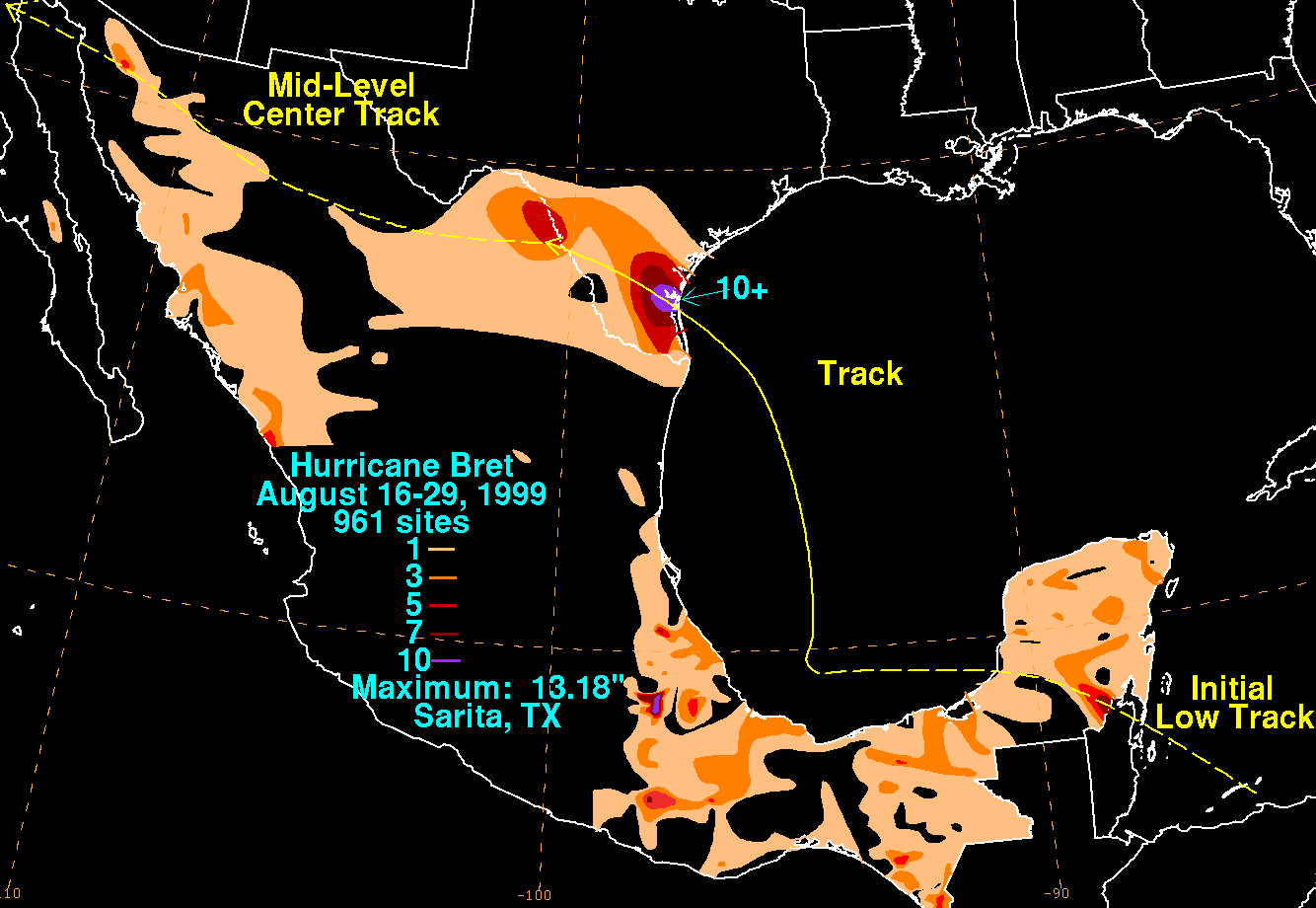
Srážkové úhrny způsobené hurikánem

## Meteorologický průběh

Animace průběhu hurikánu

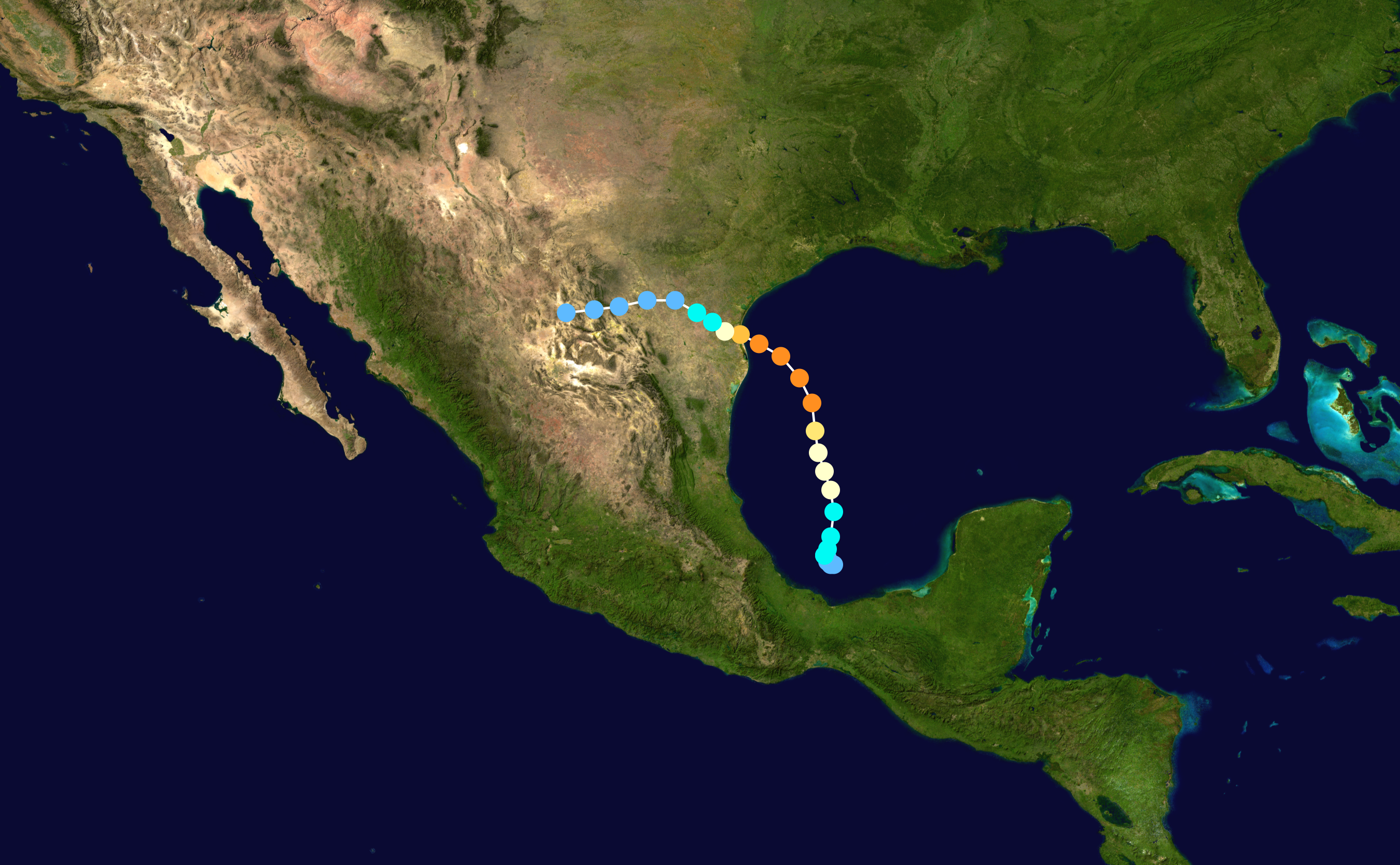
Trasa hurikánu Bret

Bret vznikl z tropické vlny, která se přesunula od západního pobřeží Afriky 5. srpna. Vlna směřovala na západ a spojila se s tlakovou níží ve velké výšce. 15. srpna v západním Karibském moři vytvořila oblast nízkého tlaku vzduchu. Později toho dne se níže objevila v zálivu Campeche a průzkumná mise lovců hurikánu do systému sledování bouří nahlásila, že kolem 1:00 bouře dospěla do tropické deprese.  Zpočátku mírný střih větru bránil zesílení deprese, protože se pohybovala pomalu a nepravidelně v reakci na slabé vzdušné proudy nad bouří.   19. srpna střih větru zmizel, což umožnilo vznik hluboké konvekce nad středem. Později ten den Národní centrum pro hurikány (NHC) označilo systém jako tropickou bouři a přidělilo mu jméno Bret.   Malá tropická cyklóna Bret postupně zesilovala několik dní, jak se pohyboval směrem k severu. 20. srpna ráno se začaly tvořit první dešťové pásy. 

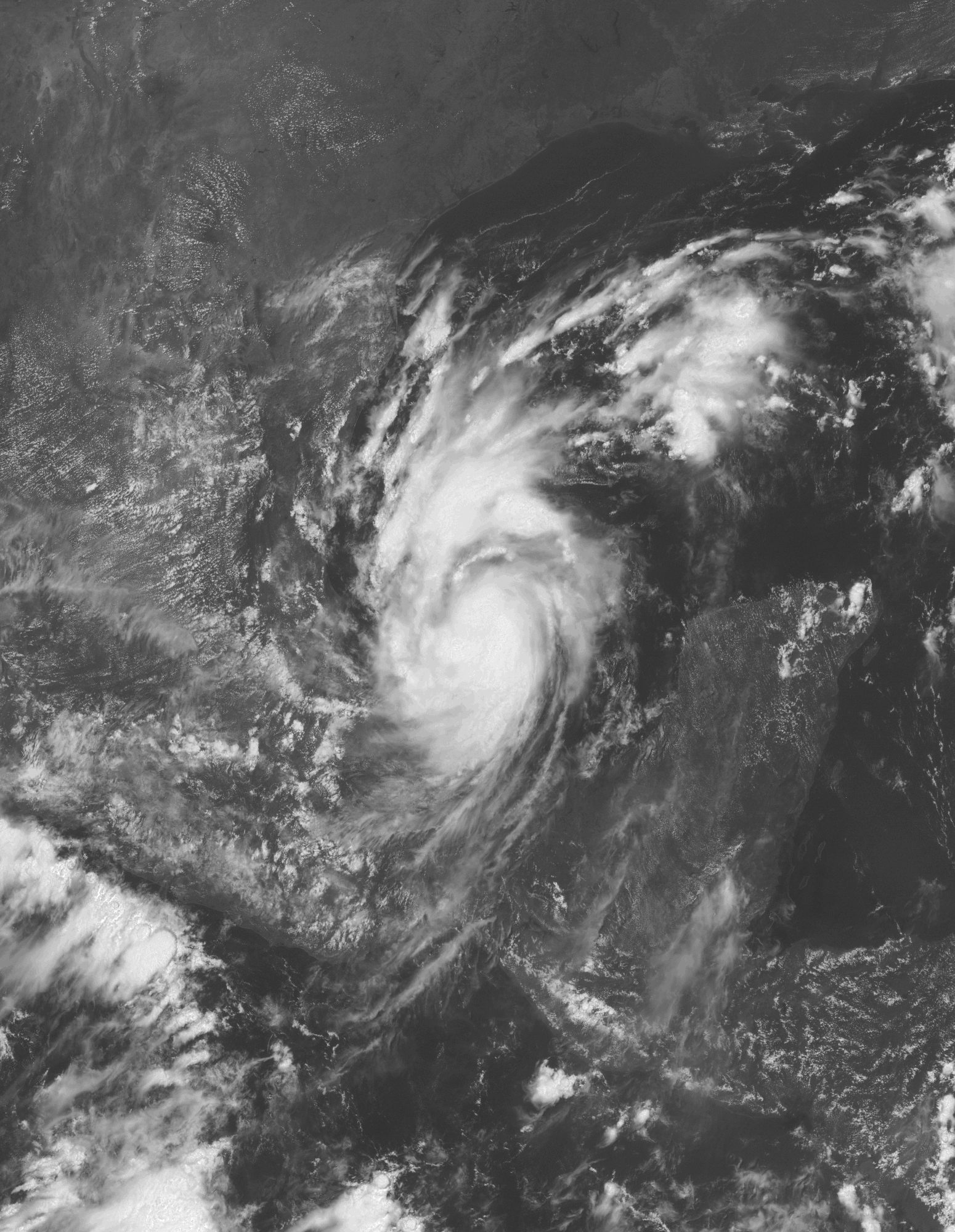
Tropická bouře Bret nad zálivem Campeche

Večer 20. srpna byl Bret označen jako hurikán na základě zpráv o větru podaných misí lovců hurikánů. Vítr dosahoval rychlosti až 122 km/h. Přibližně ve stejnou dobu Bret vstoupil na severoseverozápadní dráhu pod vlivem hřebene vysokého tlaku.  Následující den se začal Bret rychle zintenzivňovat, až se vyvinulo dobře rozpoznatelné oko. Ráno 22. srpna dosáhla bouře nejvyšší intenzity (hurikán 4. kategorie) s větrem o rychlosti 233 km/h a barometrickým tlakem 944 hPa.  Krátce nato způsobila brázda horní úrovně na západ od bouře rozbad její oblačnosti. 

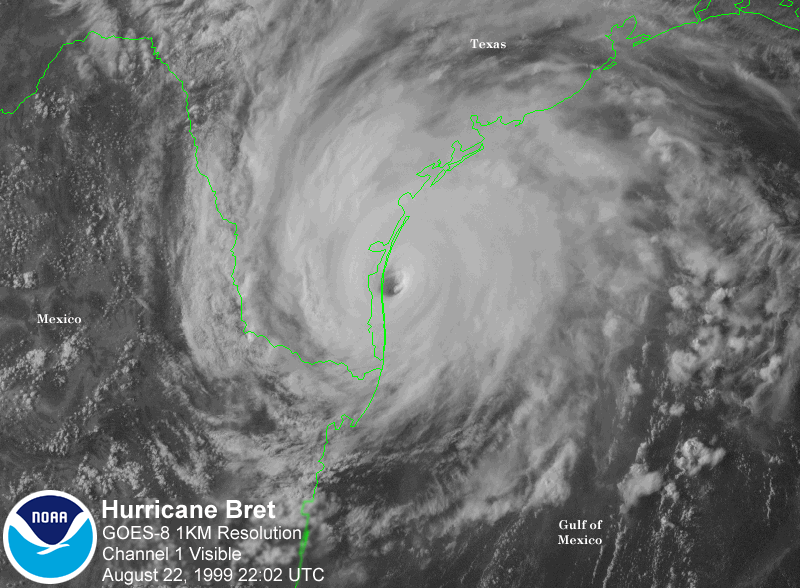
Hurikán Bret nad pobřežím Mexika a Texasu

Pozdě večer 22. srpna se Bret otočil na severozápad v reakci na střední troposférickou cirkulaci nad údolím Rio Grande. Několik hodin před příchodem nad pevninu hurikán zeslábl na kategorii 3 a jeho pohyb vpřed se zpomalil.  Kolem 7:00 odpoledne CDT hurikán Bret přešel přes Padre Island, Texas, s větrem o rychlosti 185 km/h a barometrickým tlakem 951 hPa, což předznamenalo jeho zhroucení. Hurikán při pohybu do vnitrozemí rychle zeslábl. Po zhruba 12 hodinách Bret zeslábl na tropickou bouři. Do večera 23. srpna se změnil v tropickou depresi. Zbytky hurikánu přetrvaly až do 26. srpna, kdy se rozptýlily nad horami severního Mexika. 

## Přípravy

### Texas

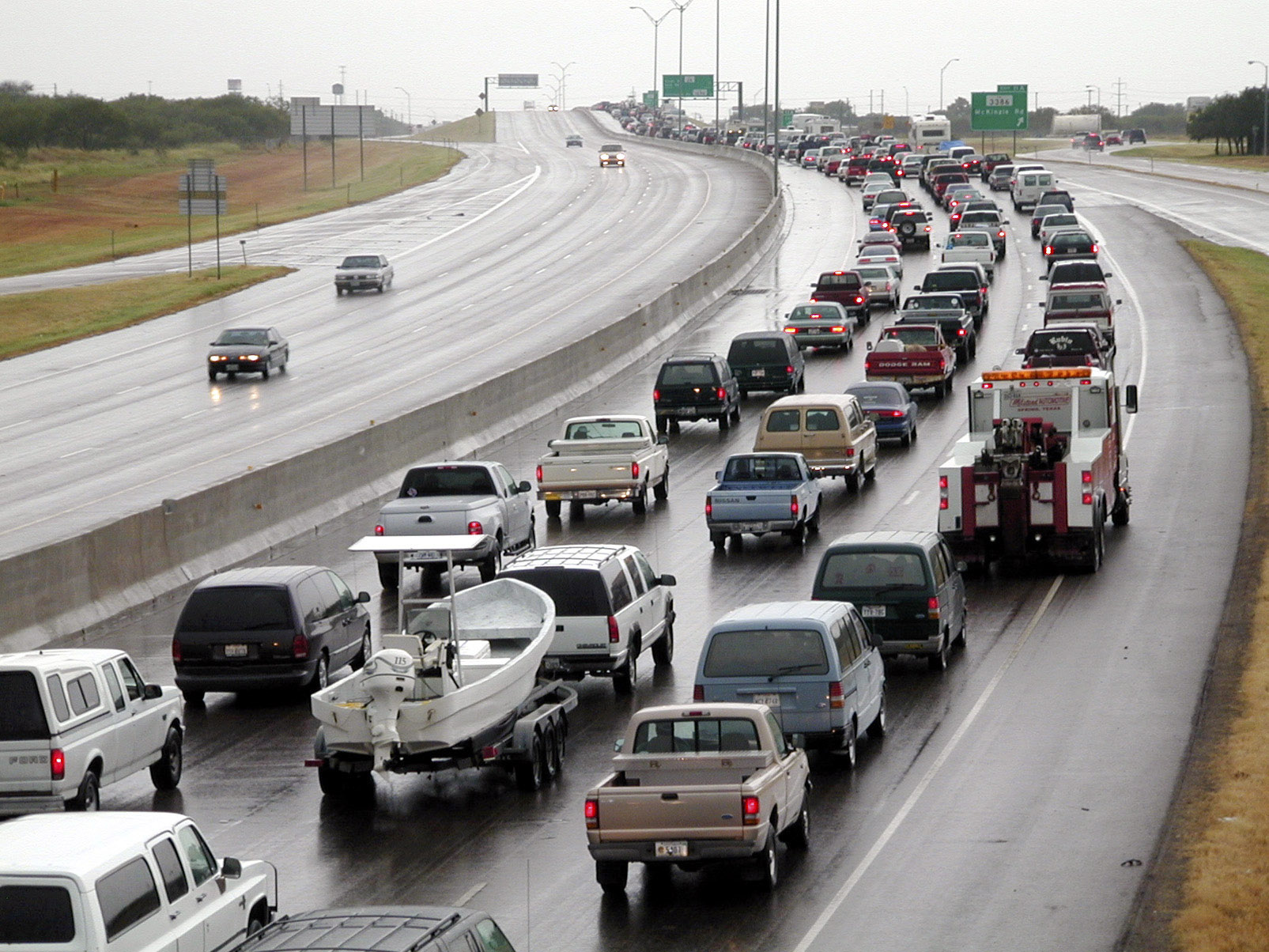
Obyvatelé evakuující Corpus Christi 22. srpna na Interstate 37

21. srpna, kdy se poprvé očekávalo, že se Bret přiblíží k pobřeží Texasu, NHC vyslalo hurikánovou hlídku do pobřežních oblastí mezi hranicemi s Mexikem a Baffin Bay v Texasu . O několik hodin později byla upozornění aktualizována na varování, protože bouře zesílila a představovala větší hrozbu pro oblast. Varování před tropickou bouří vycházející ze sledování bouře byla rozšířena z Baffinovy zátoky na sever do Port Aransas. Následující den bylo varování před hurikánem rozšířeno i na Port O'Connor a upozornění začala platit i ve městě Freeport. Když se Bret blížil k pevnině, sledování hurikánu mezi Port O'Connor a Freeportem bylo přerušeno. Varování před hurikánem pro Port Aransas až Port O'Connor bylo zrušeno několik hodin poté, co Bret dorazil na pevninu a začal slábnout. Do konce 23. srpna byla ukončena veškerá sledování a také varování vydaná v souvislosti s hurikánem. 
22. srpna vyhlásili zástupci v Corpus Christi stav nouze, protože Bret začal být považován za významnou hrozbu pro region. Desetitisíce obyvatel byly vyzvány, aby evakuovaly pobřežní oblasti a nalezly útočiště buď v místních úkrytech, nebo u příbuzných dále ve vnitrozemí.  Odhadem 180 000 lidí v Texasu v rámci evakuace před bouří opustilo své domovy.  Mezinárodní letiště Corpus Christi bylo uzavřeno v poledne 22. srpna. Později téhož dne byla uzavřena dálnice Texas State Highway 361 a následně byly uzavřeny také doky v Port Aransas.  Dálnice v celé oblasti byly zančně přetížené kvůli probíhajícím rozsáhlým evakuacím. Infrastruktura byla také zatížena dlouhými frontami na paliva a nouzovou pomoc. 23. srpna byly uzavřeny tři školy, dvě univerzity a vysoká škola, které posléze zůstaly několik dní zavřené. 
V oblasti San Antonia bylo otevřeno 11 úkrytů, dohromady schopných pojmout 3 525 lidí. Asi 325 vězňů bylo evakuováno také z věznice Nueces County, protože vězeňská budova, ve které se nacházeli, byla při bouři považována za nebezpečnou. Asi 1000 námořníků nasazených v oblasti bylo před bouří evakuováno na loď USS Inchon. Ačkoli původně byla loď určena k přečkání bouře na moři, nedostatečné opravy zabránily lodi v opuštění přístavu. Loď měla údajně dostatek zásob na to, aby námořníci mohli přečkat zhruba 45 dní. 22. srpna ve 12:00 byly ostrovy Mustang a Padre Island zcela evakuovány a úředníci uzavřeli silnice vedoucí na a z ostrovů, aby zabránili komukoli znovu vstoupit na ně dříve, než bude oblast považována za bezpečnou. 

### Mexiko
V Mexiku úředníci v rámci přípravy na bouři uzavřeli 18 přístavů na březích Mexického zálivu pro malá a středně velká plavidla. V severním Mexiku bylo otevřeno více než 500 úkrytů, protože tisícům obyvatel bylo doporučeno evakuovat se z nízko položených oblastí. Mexická armáda, Červený kříž a hasiči byli uvedeni do pohotovosti, aby mohli během bouře řešit tísňová volání.  22. srpna byl pro Tamaulipas vyhlášen výjimečný stav.  Následujícího dne bylo do Monterrey a Nuevo León vysláno nejméně 120 hasičů, kteří měli rychle reagovat na případné mimořádné události. Mexická vláda zdůraznila důležitost bezpečnosti obyvatel města, které mělo podle očekávání nést nápor hurikánu. Přibližně 7000 rybářů muselo evakuovat pobřežní oblasti poblíž hranic s Texasem. V Matamorosu bylo otevřeno dalších 31 krytů. Školy v celém severním Mexiku byly na několik dní uzavřeny.